# Kiloo Games
Kiloo Games est une entreprise de développement de jeux vidéo pour téléphone mobile fondée en 2000 à Aarhus, au Danemark. Kiloo Games a développé plusieurs jeux à succès tels que Subway Surfers, Flight Control ou encore Frisbee Forever,. Ces jeux sont disponibles sur iOS, Android et BlackBerry OS. Fin 2013, la société compte 50 employés et enregistre un total de 150 millions de téléchargements[réf. nécessaire].